# 귀곡자

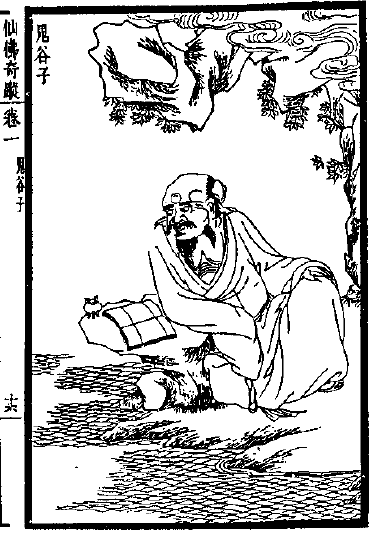
귀곡자

귀곡자(鬼谷子)는 기원전 4세기에 전국시대를 살았던 정치인으로 제자백가 중 종횡가(縱橫家)의 사상가이다. 그는 역시 종횡가에 속한 소진과 장의의 스승으로, 귀곡에서 은거했기 때문에 귀곡자 또는 귀곡 선생(鬼谷先生)이라 불렸다. 그의 이름과 성씨 및 향리까지 모두 알 수 없지만, 전설에 따르면 성(姓)은 왕(王)씨고 이름은 후(詡)로, 제(齊)나라(일설에는 초나라) 사람이라 전해진다.

## 《귀곡자》
귀곡자의 사상을 담은 책 또한 《귀곡자》라고 불린다.
이 책의 지은이에 대해서는 의견이 분분하다. 귀곡자라는 설, 귀곡자의 제자인 소진(蘇秦)이라는 설, 그리고 육조시대의 일을 꾸미기 좋아하는 아무개라는 설 등이 있다. 다만 현존하는 형태로서의 책은 육조시대 사람이 귀곡자의 이름을 가탁해 엮은 것이다. 그러나 이 책 가운데는 선진시대(先秦時代) 종횡가들의 이론이 드러나 있어, 주요 사상과 내용은 귀곡자의 기록과 언급이 틀림없이 포함되어 있다고 볼 수 있다.
《귀곡자》에는 상대의 심리에 맞추어 그의 신임을 얻고 친밀한 관계를 유지해야 한다는 내용도 있고, 기회를 틈타 상대의 약점을 장악해서 그가 빠져나가지 못하도록 붙잡아 둬야 한다는 내용도 있으며, 상대를 잘 위무해 그의 진심을 끌어내 확인함으로써 상황을 추측하고 파악해서 책략을 세워야 한다는 내용도 있다. 요컨대 《귀곡자》는 유세할 때 유의해야 할 사항들을 종합적이고 체계적으로 이론화한 책이라 할 수 있다.
《귀곡자》는 학자들의 관점에 따라 비판을 당하기도 했다. 일부 법술은 어리석은 군주에게만 운용될 뿐 명군(明君)과 치세(治世)를 만나서는 쓸데가 없고 바른 사람을 만나서는 통용될 수 없다는 것이다. 그러나 전국시대 이래로 천하의 법도가 사라지고 어지러운 상황에서 살아남기 위한 방편으로 계모를 쓸 수밖에 없는 현실을 고려한다면 달리 평가할 수도 있다.

## 《귀곡자》 목차
1. 권상(卷上)
  1. 제1편 열고 닫음[捭闔]
  2. 제2편 반대로 대응함[反應]
  3. 제3편 내면적인 상호 결합[內揵]
  4. 제4편 틈새를 막음[抵巇]
2. 권중(卷中)
  1. 제5편 칭찬하여 옭아맴[飛鉗]
  2. 제6편 배반과 결합[忤合]
  3. 제7편 헤아림[揣篇]
  4. 제8편 어루만짐[摩篇]
  5. 제9편 자세히 살펴봄[權篇]
  6. 제10편 모략을 세움[謀篇]
  7. 제11편 결단함[決篇]
  8. 제12편 부합하는 말[符言]
  9. 언사를 원활(圓滑)하게 굴림[轉丸] (분실됨)
  10. 혼란을 열어놓음[胠亂] (분실됨)
3. 권하(卷下)[외편(外篇)]
  1. 근본적인 다스림 은밀하게 들어맞음[本經陰符] 7편
    1. (1) 정신을 왕성하게 함[盛神]
    2. (2) 의지를 기름[養志]
    3. (3) 생각을 충실하게 함[實意]
    4. (4) 위세를 발휘함[分威]
    5. (5) 위세를 발산함[散勢]
    6. (6) 계모를 원활하게 굴림[轉圓]
    7. (7) 잡념을 줄여 마음을 집중시킴[損兌]

  2. 관건을 장악함[持樞]
  3. 내심으로 다스림[中經]

## 참고 문헌
- 본 문서에는 지식을만드는지식에서 CC-BY-SA 3.0으로 배포한 책 소개글을 기초로 작성된 내용이 포함되어 있습니다.
- 김영식 역, 2009년, 지식을만드는지식[깨진 링크(과거 내용 찾기)] ISBN 978-89-6406-369-9